# Wimbledonmästerskapen 2008
Wimbledonmästerskapen 2008 var årets tredje Grand Slam-turnering och spelades på All England Lawn Tennis & Croquet Club 23 juni-6 juli 2008. Toppseedade på dam- respektive herrsidan var Ana Ivanovic och Roger Federer. Regerande mästare var Venus Williams respektive Roger Federer. I damsingeln försvarade Venus Williams sin titel från föregående år genom att vinna mot Serena Williams med 2-0 i set. Herrsingelfinalen blev en rafflande och utdragen affär, där regerande mästaren Roger Federer till slut fick se sig slagen av Rafael Nadal med 3-2 i setsiffror.